# Poniatów (gromada w powiecie piotrkowskim)
Poniatów – dawna gromada, czyli najmniejsza jednostka podziału terytorialnego Polskiej Rzeczypospolitej Ludowej w latach 1954–1972.
Gromady, z gromadzkimi radami narodowymi (GRN) jako organami władzy najniższego stopnia na wsi, funkcjonowały od reformy reorganizującej administrację wiejską przeprowadzonej jesienią 1954 do momentu ich zniesienia z dniem 1 stycznia 1973, tym samym wypierając organizację gminną w latach 1954–1972.
Gromadę Poniatów siedzibą GRN w Poniatowie utworzono – jako jedną z 8759 gromad na obszarze Polski – w powiecie piotrkowskim w woj. łódzkim, na mocy uchwały nr 35/54 WRN w Łodzi z dnia 4 października 1954. W skład jednostki weszły obszary dotychczasowych gromad Kałek, Korytnica, Poniatów, Uszczyn, Witów wieś, Witów kolonia, Zalesice wieś i Zalesice kolonia ze zniesionej gminy Poniatów oraz wieś Kłudzice, osada młyńska Kłudzice i wieś Sute Mosty z dotychczasowej gromady Kłudzice ze zniesionej gminy Łęczno w tymże powiecie. Dla gromady ustalono 27 członków gromadzkiej rady narodowej.
31 grudnia 1959 do gromady Poniatów włączono wieś Raków Mały, wieś Raków Duży, kolonię i osadę leśną Raków, kolonię Raków-Wygwizdów oraz wieś, osadę nadleśną i gajówkę Meszcze ze zniesionej gromady Raków w tymże powiecie.
Gromada przetrwała do końca 1972 roku, czyli do kolejnej reformy gminnej.